# Caucete
Caucete est une ville et le chef-lieu du Département de Caucete, dans la province de San Juan en Argentine. Elle se situe à 28 km au sud-est de la capitale provinciale San Juan.